# Rie Yamaki
Rie Yamaki (山木 里恵 Yamaki Rie?,  nacido el 2 de octubre de 1975 en Chiba) es una exfutbolista japonesa que jugaba como defensa.
Yamaki jugó 50 veces y marcó 3 goles para la selección femenina de fútbol de Japón entre 1993 y 1999. Yamaki fue elegida para integrar la selección nacional de Japón para los Copa Mundial Femenina de Fútbol de 1995, 1999 y Juegos Olímpicos de Verano de 1996.

## Trayectoria

### Clubes
| Club                          | País     | Año         |
| ----------------------------- | -------- | ----------- |
| Nissan FC Ladies              | Japón    | 1989 - 1993 |
| Nikko Securities Dream Ladies | Japón    | 1994 - 1998 |
| Frankfurt                     | Alemania | 1999 - 2002 |
| Ohara Gakuen JaSRA            | Japón    | 2003 - 2004 |

### Selección nacional
| Selección | País  | Año         |
| --------- | ----- | ----------- |
| Absoluta  | Japón | 1993 - 1999 |

## Estadística de equipo nacional
| Selección femenina de fútbol de Japón | Selección femenina de fútbol de Japón | Selección femenina de fútbol de Japón |
| Año                                   | Partidos                              | Goles                                 |
| ------------------------------------- | ------------------------------------- | ------------------------------------- |
| 1993                                  | 4                                     | 0                                     |
| 1994                                  | 6                                     | 0                                     |
| 1995                                  | 10                                    | 0                                     |
| 1996                                  | 10                                    | 0                                     |
| 1997                                  | 7                                     | 2                                     |
| 1998                                  | 8                                     | 1                                     |
| 1999                                  | 5                                     | 0                                     |
| Total                                 | 50                                    | 3                                     |